# Гочево
Гочево — село в Беловском районе Курской области. Входит в Бобравский сельсовет.

## География
Село находится на реке Псёл, в 71 км к юго-западу Курска, в 13,5 км к северо-востоку от районного центра — Белая, в 6 км от центра сельсовета — села Бобрава.
Улицы

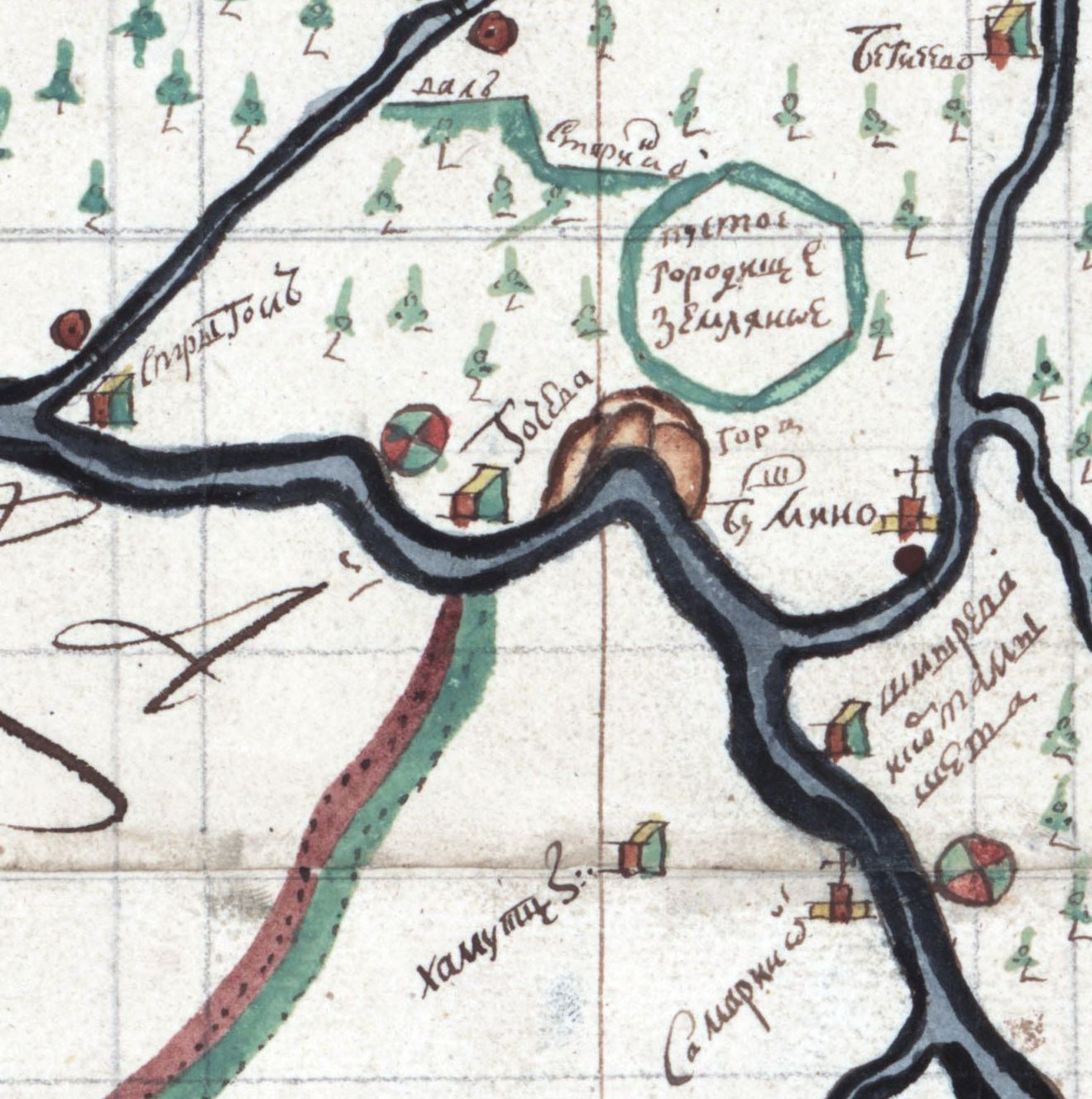
Деревня Гочева на карте XVIII века

В селе улицы: Выгон, Луговая, Н. Пахарь, Набережная, Хуторок.
Климат
Гочево, как и весь район, расположено в поясе умеренно континентального климата с тёплым летом и относительно тёплой зимой (Dfb в классификации Кёппена).

## Население
| 2002 | 2010 |
| ---- | ---- |
| 316  | ↘212 |

## Инфраструктура
Личное подсобное хозяйство. В селе 138 домов.

## Транспорт
Гочево находится в 3,5 км от автодороги регионального значения 38К-028 (Обоянь — Суджа), на автодороге межмуниципального значения 38Н-019 (Бобрава — Гочево — 38К-028), в 19 км от ближайшего ж/д остановочного пункта 94 км (линия Льгов I — Подкосылев). Остановка общественного транспорта.

## Достопримечательности
- Братская могила
- Археологический комплекс «Гочево»